# Obrona Łużyna (film)
Obrona Łużyna (ang. The Luzhin Defence) – brytyjsko-francuski dramat filmowy z 2000 roku w reżyserii Marleen Gorris. Scenariusz powstał w oparciu o powieść pod tym samym tytułem autorstwa Vladimira Nabokova. Zdjęcia kręcono w Budapeszcie, Bergamo i nad Jeziorem Como.

## Obsada
- John Turturro jako Aleksander Iwanowicz Łużyn
- Emily Watson jako Natalia Katkowa
- Geraldine James jako Wiera, matka Natalii Katkowej
- Stuart Wilson jako Lew Walentinow
- Christopher Thompson jako Jean de Stassard
- Fabio Sartor jako doktor Salvatore Turati
- Peter Blythe jako Ilja
- Orla Brady jako ciotka Anna
- Mark Tandy jako Iwan Łużyna
- Kelly Hunter jako matka Aleksandra Łużyna
- Alexander Hunting jako młody Aleksander Łużyn

## Nagrody i wyróżnienia
British Independent Film Awards
- Nominacja w kategorii Najlepsza aktorka (Emily Watson, 2000).

London Film Critics’ Circle
- Nominacja w kategorii Najlepsza aktorka roku (Emily Watson, 2001).

Love is Folly International Film Festival
- Wygrana Złota Agrodyta (Marleen Gorris, 2001).

Luchon International Film Festival
- Wygrana Grand Prize Cinema (Marleen Gorris, 2001).

Cinéfest Sudbury International Film Festival
- Wygrana Nagroda Publiczności (Marleen Gorris, 2001)[1][2].